# Golsberg
Golsberg ist ein Ortsteil der Gemeinde Schalksmühle im Märkischen Kreis im Regierungsbezirk Arnsberg in Nordrhein-Westfalen (Deutschland).

## Lage und Beschreibung
Der Wohnplatz befindet sich auf einem Höhenzug zwischen dem Großen Klagebach und der Linnepe nahe an der Stadtgrenze zu Lüdenscheid. Er ist über eine Zufahrt von der Landesstraße 561 zu erreichen, die auch Schlöten, Horst und Altenhorst anbindet.
Weitere Nachbarorte auf dem Schalksmühler Gemeindegebiet sind Lauenscheid, Lauenscheiderohl, Lauenscheidermühle, Häuschen und Heedfeld, sowie  auf Lüdenscheider Stadtgebiet Dönne, Lehmecke, Frohnenberg und Heide.

## Geschichte
Golsberg gehörte bis zum 19. Jahrhundert der Midder Bauerschaft des Kirchspiels Hülscheid an. Ab 1816 war der Ort Teil der Gemeinde Hülscheid in der Bürgermeisterei Halver im Kreis Altena, 1818 lebten 13 Einwohner im Ort. Der laut der Ortschafts- und Entfernungs-Tabelle des Regierungs-Bezirks Arnsberg als Hof kategorisierte Ort besaß 1839 drei Wohnhäuser, eine Fabrikationsstätte bzw. Mühle und vier landwirtschaftliche Gebäude. Zu dieser Zeit lebten 14 Einwohner im Ort, allesamt evangelischen Bekenntnisses.
1844 wurde die Gemeinde Hülscheid mit Golsberg von dem Amt Halver abgespaltet und dem neu gegründeten Amt Lüdenscheid zugewiesen.
Der Ort ist auf der Preußischen Uraufnahme von 1840 als Golsberg verzeichnet. Ab der Preußischen Neuaufnahme von 1892 ist der Ort auf Messtischblättern der TK25 als Golsberg verzeichnet.
Die Gemeinde- und Gutbezirksstatistik der Provinz Westfalen führt 1871 den Ort als Hof unter dem Namen Golsberg mit drei Wohnhäusern und 22 Einwohnern auf.  Das Gemeindelexikon für die Provinz Westfalen gibt 1885 für Golsberg eine Zahl von 28 Einwohnern an, die in vier Wohnhäusern lebten. 1895 besitzt der Ort drei Wohnhäuser mit 24 Einwohnern, 1905 werden vier Wohnhäuser und 25 Einwohner angegeben.
1969 wurden die Gemeinden Hülscheid und Schalksmühle zur amtsfreien Großgemeinde (Einheitsgemeinde) Schalksmühle im Kreis Altena zusammengeschlossen und Golsberg gehört seitdem politisch zu Schalksmühle, das 1975 auf Grund des Sauerland/Paderborn-Gesetzes Teil des neu geschaffenen Märkischen Kreises wurde.